# Ángel Iguácel
Ángel Iguácel és un director de fotografia espanyol. Des del 1990 va treballar en curtmetratges fins que el 2004 va treballar al llargmetratge col·lectiu ¡Hay motivo!. Posteriorment ha estat nominat a la Medalla del CEC a la millor fotografia per La noche de los girasoles (2006) i el Goya al millor muntatge el 2008 per Siete mesas de billar francés.

## Filmografia
- ¡Hay motivo! (2004)
- Héctor (2004)
- La noche de los girasoles (2006)
- Siete mesas de billar francés (2008)
- Born Naked (MLB) (2012)
- Cuerpo de élite (2016)
- La tribu (2018)
- Solo (2018)
- Lo dejo cuando quiera (2019)
- Feedback (2019)